# (541107) 2018 RZ13
(541107) 2018 RZ13 es un asteroide perteneciente al cinturón de asteroides descubierto el 27 de octubre de 2009 por el equipo del Mount Lemmon Survey desde el Observatorio del Monte Lemmon, Arizona, Estados Unidos.

## Designación y nombre
Designado provisionalmente como 2018 RZ13.

## Características orbitales
2018 RZ13 está situado a una distancia media del Sol de 2,809 ua, pudiendo alejarse hasta 3,288 ua y acercarse hasta 2,331 ua. Su excentricidad es 0,170 y la inclinación orbital 8,540 grados. Emplea 1720,50 días en completar una órbita alrededor del Sol.

## Características físicas
La magnitud absoluta de 2018 RZ13 es 16,9. 